# Architecture de type Harvard
 (novembre 2021).
Si vous disposez d'ouvrages ou d'articles de référence ou si vous connaissez des sites web de qualité traitant du thème abordé ici, merci de compléter l'article en donnant les références utiles à sa vérifiabilité et en les liant à la section « Notes et références ».
L’architecture de type Harvard est une conception des processeurs qui sépare physiquement la mémoire de données et la mémoire programme. L’accès à chacune des deux mémoires s’effectue via deux bus distincts. 

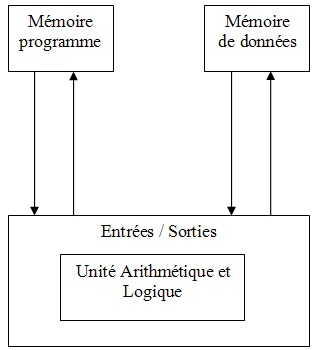
Schéma de l'architecture Harvard.

## Historique
Le nom de cette structure vient du nom de l’université Harvard où une telle architecture a été mise en pratique pour la première fois avec le Mark I en 1944.

## Caractéristiques
Avec deux bus distincts, l’architecture dite de Harvard permet de transférer simultanément les données et les instructions à exécuter. Ainsi, l’unité de traitement aura accès simultanément à l’instruction et aux données associées. Cette architecture peut se montrer plus rapide à technologie identique que l'architecture de von Neumann ; le gain en performance s'obtient cependant au prix d'une complexité accrue de structure.

## Autres architectures
L’architecture de type von Neumann s’oppose à celle de Harvard car elle utilise une unique structure pour stocker à la fois le programme et les données. 

## Applications
L’architecture Harvard est souvent utilisée dans :
- les processeurs numériques de signal (DSP) ;
- les microcontrôleurs, notamment les PIC de Microchip et les AVR d'Atmel.